# 플로리안 케르만
플로리안 케르만(독일어: Florian Kehrmann, 1977년 6월 26일~)은 독일의 핸드볼 선수, 지도자로 포지션은 라이트윙이다. 현역 시절 핸드볼 분데스리가의 TBV 렘고 선수로 활동했고 독일 핸드볼 국가대표팀의 일원으로 뛰었다. 2004년 독일팀의 일원으로 올림픽에서 은메달을 획득했다. 
현재 TBV 렘고의 감독으로 활동하고 있다.